# III Asamblea Legislativa Plurinacional
La Tercera Asamblea Legislativa Plurinacional corresponde a la representación del Poder legislativo del Estado Plurinacional de Bolivia, que comprende tanto a la Cámara de Senadores como a la Cámara de Diputados, tras las elecciones generales de 2020. Sus funciones iniciaron el 3 de noviembre de 2020 y culminan el 8 de noviembre de 2025. 
La Asamblea es de carácter bicameral, y está conformada de 36 senadores y 130 diputados. Sus reuniones se llevan a cabo, desde el 6 de agosto de 2021, en el Nuevo Edificio Legislativo, ubicado detrás del antiguo Palacio Legislativo, en La Paz, donde también se encuentra la Vicepresidencia y la Sede de Gobierno.

## Autoridades

### Cámara de Senadores
| Cargo              | Titular | Titular             | Bloque | Bloque          | Partido                  |
| ------------------ | ------- | ------------------- | ------ | --------------- | ------------------------ |
| Presidencia        |         | Andrónico Rodríguez |        | Alianza Popular | Movimiento al Socialismo |
| 1° Vicepresidencia |         | Gladys Alarcón      |        | Alianza Popular | Movimiento al Socialismo |
| 2° Vicepresidencia |         | Andrea Barrientos   |        | Unidad          | Comunidad Ciudadana      |
| 1° Secretaria      |         | Roberto Padilla     |        | EVO Pueblo      | Movimiento al Socialismo |
| 2° Secretaria      |         | Claudia Egüez       |        | Unidad-Creemos  | Creemos                  |
| 3° Secretaria      |         | Miguel Pérez        |        | EVO Pueblo      | Movimiento al Socialismo |

### Cámara de Diputados
| Cargo              | Titular | Titular        | Bloque | Bloque                 | Partido                  |
| ------------------ | ------- | -------------- | ------ | ---------------------- | ------------------------ |
| Presidencia        |         | Omar Yujra     |        | MAS-IPSP (ala arcista) | Movimiento al Socialismo |
| 1° Vicepresidencia |         | Deysi Choque   |        | MAS-IPSP (ala arcista) | Movimiento al Socialismo |
| 2° Vicepresidencia |         | Toribia Lero   |        | Unidad                 | Comunidad Ciudadana      |
| 1° Secretaria      |         | Delfor Burgos  |        | MAS IPSP (ala arcista) | Movimiento al Socialismo |
| 2° Secretaria      |         | Gustavo Vega   |        | MAS IPSP (ala arcista) | Movimiento al Socialismo |
| 3° Secretaria      |         | José Maldonado |        | Libre-FRI              | Comunidad Ciudadana      |
| 4° Secretaria      |         | Oscar Michel   |        | Unidad-Creemos         | Creemos                  |

## Bancadas

### Movimiento al Socialismo
Las elecciones generales de Bolivia de 2020 dieron como resultado, una mayoría simple al Movimiento al Socialismo (con 21 senadores y 75 diputados).  
Sin embargo, las peleas internas en el partido provocaron fricciones que derivaron en dos corrientes; los evistas, quienes se consideraban seguidores del expresidente, Evo Morales. Varios de ellos impulsaron la fundación de EVO Pueblo, un partido político no inscrito y por ello son representados con ese partido.  Por otro lado, los arcistas, quienes respaldan la gestión de Luis Arce como presidente. 
Luego del acercamiento de Andrónico Rodríguez a una posible candidatura a partir de las próximas elecciones, una tercera corriente surgió, los androniquistas, quienes buscan que Rodríguez sea quien solucione la división entre "evistas" y "arcistas".  Los "androniquistas" son representados con Alianza Popular del Movimiento Tercer Sistema (del exgobernador de La Paz, Félix Patzi), el Partido Socialista Revolucionario (PSR) y Movimiento Autonomista por el Trabajo y la Estabilidad (MATE).MTS se vio involucrada en una falta electoral que ameritaba la cancelación de su personería jurídica y el impedimento de participar en las próximas elecciones, tras el incumplimiento de la norma electoral, iniciada por Maziel Terrazas, delegada ante el TSE del partido (y coincidentemente, exesposa de Patzi). Finalmente, el 5 de junio de 2025, el Tribunal Supremo Electoral falló a favor de Patzi, confirmándose así tanto la candidatura de Andrónico Rodríguez, así como su participación en las elecciones.
Por otro lado, La Fuerza del Pueblo, una alianza electoral conformada por Unidad Cívica Solidaridad y  Movimiento de Organización Popular (MOP) y bajo el liderazgo del alcalde de Santa Cruz de la Sierra, Jhonny Fernández, buscó sin éxito, conformar un "Bloque de Unidad Popular" con Félix Patzi (de MTS), Andrónico Rodríguez y Eva Copa (de Morena). Por ello, a la facción "androniquista", se la representó brevemente en la Asamblea Legislativa como parte de la bancada de UCS.Esas negociaciones fueron frustradas cuando MTS recuperó su sigla y ganó el fallo del Tribunal Constitucional Plurinacional.
La Asamblea Legislativa Plurinacional establece que, al renunciar a un partido en el senado implica renunciar a su puesto de senador, así como a su curul. A pesar de la división del partido de gobierno, varios legisladores "evistas" y "androniquistas" no renunciaron al MAS. 

### Comunidad Ciudadana
Comunidad Ciudadana se quedó como la segunda fuerza parlamentaria y la primera fuerza de oposición al gobierno (con 11 senadores y 39 diputados).

### Creemos
Creemos completó las listas de candidatos, siendo la tercera fuerza parlamentaria pero quedando como minoría en la Asamblea (junto con Comunidad Ciudadana) así como también, siendo parte de la oposición (con 4 senadores y 16 diputados)

## Cámara de Senadores
La Cámara de Senadores se compone de 36 miembros, desde la promulgación de la Constitución Política del Estado Plurinacional de Bolivia en el año 2009. Se asigna 4 asientos, uno para cada miembro (tanto titulares como suplentes) a cada departamento. La mayoría simple para la aprobación, sanción o promulgación de una ley o disposición se obtiene con el apoyo de 19 senadores o más.
El Movimiento al Socialismo (el partido ganador de la elección) obtuvo 21 senadores, teniendo más de tres asientos en La Paz, Cochabamba, Oruro y Potosí, obteniendo por lo tanto, una mayoría simple. En tanto, la oposición se dividió en dos; Comunidad Ciudadana obtuvo 11 senadores, ganando dos asientos en Chuquisaca, Tarija y Beni. Finalmente, Creemos, también de la oposición, obtuvo 4 senadores, ganando dos asientos solamente en Santa Cruz.

### Composición

#### Composición original
| Afiliación | Afiliación               | Miembros | Miembros |
| ---------- | ------------------------ | -------- | -------- |
|            | Movimiento al Socialismo | 21       | 0        |
|            | Comunidad Ciudadana      | 11       | 3        |
|            | Creemos                  | 4        | Nuevo    |
| Total      | Total                    | 36       | 36       |

#### Composición actual
| Afiliación | Afiliación                          | Miembros | Miembros |
| ---------- | ----------------------------------- | -------- | -------- |
|            | Alianza Popular (Androniquistas)    | 8        | Nuevo    |
|            | Movimiento al Socialismo (Arcistas) | 7        | 14       |
|            | EVO Pueblo (Evistas)                | 6        | Nuevo    |
|            | Libre (FRI)                         | 5        | Nuevo    |
|            | Unidad (Creemos)                    | 5        | Nuevo    |
|            | Comunidad Ciudadana                 | 3        | 8        |
|            | Partido Demócrata Cristiano         | 1        | 1        |
|            | Independiente                       | 1        | 1        |
| Total      | Total                               | 36       | 36       |

### Miembros del Senado
| Dpto.      | Retrato            | Senador                           | Partido o curul | Partido o curul          | Bancada                | Bancada                | Mandato                | Mandato                | Ref.          |
| Dpto.      | Retrato            | Senador                           | Partido o curul | Partido o curul          | Bancada                | Bancada                | Inicio                 | Fin                    | Ref.          |
| ---------- | ------------------ | --------------------------------- | --------------- | ------------------------ | ---------------------- | ---------------------- | ---------------------- | ---------------------- | ------------- |
| Chuquisaca |                    | Roberto Padilla Bedoya            |                 | Movimiento al Socialismo |                        | EVO Pueblo             | 3 de noviembre de 2020 | 3 de noviembre de 2025 | [ 11 ]        |
| Chuquisaca |                    | Trinidad Rocha Robles             |                 | Movimiento al Socialismo | MAS-IPSP (ala arcista) | [ 12 ]                 | 3 de noviembre de 2020 | 3 de noviembre de 2025 |               |
| Chuquisaca |                    | Silvia Gilma Salame Farjat        |                 | Comunidad Ciudadana      |                        | Ind. (2023-2025)       | 3 de noviembre de 2020 | 3 de noviembre de 2025 | [ 13 ]        |
| Chuquisaca |                    | Santiago Ticona Yupari            |                 | Comunidad Ciudadana      | Libre-FRI              | [ 14 ]                 | 3 de noviembre de 2020 | 3 de noviembre de 2025 |               |
| La Paz     |                    | Virginia Velasco Condori          |                 | Movimiento al Socialismo |                        | MAS-IPSP (ala arcista) | 3 de noviembre de 2020 | 3 de noviembre de 2025 | [ 15 ]        |
| La Paz     |                    | Félix Ajpi Ajpi                   |                 | Movimiento al Socialismo | Alianza Popular        | [ 16 ]                 | 3 de noviembre de 2020 | 3 de noviembre de 2025 |               |
| La Paz     |                    | Simona Quispe Apaza               |                 | Movimiento al Socialismo | EVO Pueblo             | [ 17 ]                 | 3 de noviembre de 2020 | 3 de noviembre de 2025 |               |
| La Paz     |                    | Cecilia Isabel Requena Zárate     |                 | Comunidad Ciudadana      |                        | Unidad                 | 3 de noviembre de 2020 | 3 de noviembre de 2025 | [ 18 ]        |
| Cochabamba |                    | Leonardo Loza                     |                 | Movimiento al Socialismo |                        | EVO Pueblo             | 3 de noviembre de 2020 | 3 de noviembre de 2025 | [ 19 ]        |
| Cochabamba |                    | María Patricia Arce Guzmán        |                 | Movimiento al Socialismo | Alianza Popular        | [ 20 ]                 | 3 de noviembre de 2020 | 3 de noviembre de 2025 |               |
| Cochabamba |                    | Andrónico Rodríguez Ledezma       | [ 21 ]          | Movimiento al Socialismo | Alianza Popular        |                        | 3 de noviembre de 2020 | 3 de noviembre de 2025 |               |
| Cochabamba |                    | Andrea Bruna Barrientos Sahonero  |                 | Comunidad Ciudadana      |                        | Unidad                 | 3 de noviembre de 2020 | 3 de noviembre de 2025 | [ 22 ]        |
| Oruro      |                    | Miguel Pérez Sandoval             |                 | Movimiento al Socialismo |                        | EVO Pueblo             | 3 de noviembre de 2020 | 3 de noviembre de 2025 | [ 23 ]        |
| Oruro      |                    | Lindaura Rasguido Mejía           |                 | Movimiento al Socialismo | Alianza Popular        | [ 24 ]                 | 3 de noviembre de 2020 | 3 de noviembre de 2025 |               |
| Oruro      |                    | Rubén Gutiérrez Carrizo           |                 | Movimiento al Socialismo | MAS-IPSP (ala arcista) | [ 25 ]                 | 3 de noviembre de 2020 | 3 de noviembre de 2025 |               |
| Oruro      |                    | María Vania Rocha Muñoz           |                 | Comunidad Ciudadana      |                        | CC                     | 3 de noviembre de 2020 | 3 de noviembre de 2025 |               |
| Potosí     |                    | Hilarión Mamani Navarro           |                 | Movimiento al Socialismo |                        | Alianza Popular        | 3 de noviembre de 2020 | 3 de noviembre de 2025 | [ 26 ]        |
| Potosí     |                    | Ana María Castillo Negrette       |                 | Movimiento al Socialismo | MAS-IPSP (ala arcista) | [ 27 ]                 | 3 de noviembre de 2020 | 3 de noviembre de 2025 |               |
| Potosí     |                    | Pedro Benjamín Vargas Fernández   |                 | Movimiento al Socialismo | Alianza Popular        | [ 28 ] [ 29 ]          | 3 de noviembre de 2020 | 3 de noviembre de 2025 |               |
| Potosí     |                    | Daly Cristina Santa María Aguirre |                 | Comunidad Ciudadana      |                        | Libre-FRI              | 3 de noviembre de 2020 | 3 de noviembre de 2025 | [ 30 ]        |
| Tarija     |                    | Rodrigo Paz Pereira               |                 | Comunidad Ciudadana      | PG                     | [ 31 ]                 | 3 de noviembre de 2020 | 3 de noviembre de 2025 |               |
| Tarija     | PDC (desde 2025)   | Rodrigo Paz Pereira               |                 | Comunidad Ciudadana      |                        | [ 31 ]                 | 3 de noviembre de 2020 | 3 de noviembre de 2025 |               |
| Tarija     |                    | Nelly Verónica Gallo Soruco       |                 | Comunidad Ciudadana      | Libre-FRI              | [ 30 ]                 | 3 de noviembre de 2020 | 3 de noviembre de 2025 |               |
| Tarija     |                    | Gladys Valentina Alarcón Farfán   |                 | Movimiento al Socialismo |                        | Alianza Popular        | 3 de noviembre de 2020 | 3 de noviembre de 2025 | [ 32 ]        |
| Tarija     |                    | Miguel Ángel Rejas Vargas         | [ 32 ]          | Movimiento al Socialismo |                        | Alianza Popular        | 3 de noviembre de 2020 | 3 de noviembre de 2025 |               |
| Santa Cruz |                    | Centa Lothy Rek López             |                 | Creemos                  |                        | NPC                    | 3 de noviembre de 2020 | 3 de noviembre de 2025 | [ 33 ] [ 34 ] |
| Santa Cruz | Libre (desde 2025) | Centa Lothy Rek López             |                 | Creemos                  |                        |                        | 3 de noviembre de 2020 | 3 de noviembre de 2025 | [ 33 ] [ 34 ] |
| Santa Cruz |                    | Henry Omar Montero Mendoza        |                 | Creemos                  | Unidad-Creemos         | [ 35 ]                 | 3 de noviembre de 2020 | 3 de noviembre de 2025 |               |
| Santa Cruz |                    | Soledad Flores Velásquez          |                 | Movimiento al Socialismo |                        | MAS-IPSP (ala arcista) | 3 de noviembre de 2020 | 3 de noviembre de 2025 | [ 36 ]        |
| Santa Cruz |                    | Isidoro Quispe Huanca             |                 | Movimiento al Socialismo | EVO Pueblo             | [ 37 ]                 | 3 de noviembre de 2020 | 3 de noviembre de 2025 |               |
| Beni       |                    | Cecilia Moyoviri Moye             |                 | Comunidad Ciudadana      |                        | CC                     | 3 de noviembre de 2020 | 3 de noviembre de 2025 |               |
| Beni       |                    | Walter Jesús Justiniano Martínez  |                 | Comunidad Ciudadana      | Unidad                 | [ 38 ]                 | 3 de noviembre de 2020 | 3 de noviembre de 2025 |               |
| Beni       |                    | María Roxana "Suka" Nacif Barboza |                 | Movimiento al Socialismo |                        | MAS-IPSP (ala arcista) | 3 de noviembre de 2020 | 3 de noviembre de 2025 | [ 39 ]        |
| Beni       |                    | Claudia Elena Égüez Algarañaz     |                 | Creemos                  |                        | Unidad-Creemos         | 3 de noviembre de 2020 | 3 de noviembre de 2025 | [ 40 ]        |
| Pando      |                    | Eva Luz Humerez Alvez             |                 | Movimiento al Socialismo |                        | MAS-IPSP (ala arcista) | 3 de noviembre de 2020 | 3 de noviembre de 2025 | [ 41 ]        |
| Pando      |                    | Luis Adolfo Flores Roberts        |                 | Movimiento al Socialismo | EVO Pueblo             | [ 42 ]                 | 3 de noviembre de 2020 | 3 de noviembre de 2025 |               |
| Pando      |                    | Julio Diego Romaña Galindo        |                 | Creemos                  |                        | Libre                  | 3 de noviembre de 2020 | 3 de noviembre de 2025 | [ 43 ]        |
| Pando      |                    | Corina Ferreira Domínguez         |                 | Comunidad Ciudadana      |                        | Unidad (2024-2025)     | 3 de noviembre de 2020 | 3 de noviembre de 2025 | [ 44 ]        |
| Pando      | CC                 | Corina Ferreira Domínguez         |                 | Comunidad Ciudadana      |                        |                        | 3 de noviembre de 2020 | 3 de noviembre de 2025 | [ 44 ]        |

## Cámara de Diputados
Tras las elecciones generales del 2020, la Cámara de Diputados está constituida por tres bancadas: el Movimiento al Socialismo con 75 diputados, Comunidad Ciudadana con 39, y Creemos con 16.

### Composición

#### Composición original
| Afiliación | Afiliación               | Miembros | Miembros |
| ---------- | ------------------------ | -------- | -------- |
|            | Movimiento al Socialismo | 75       | 8        |
|            | Comunidad Ciudadana      | 39       | 11       |
|            | Creemos                  | 16       | Nuevo    |
| Total      | Total                    | 130      | 130      |

#### Composición actual
| Afiliación | Afiliación                          | Miembros | Miembros |
| ---------- | ----------------------------------- | -------- | -------- |
|            | Movimiento al Socialismo (Arcistas) | 42       | 33       |
|            | EVO Pueblo (Evistas)                | 27       | Nuevo    |
|            | Unidad (Creemos)                    | 20       | Nuevo    |
|            | APB Súmate (Bloque "Dignidad")      | 14       | Nuevo    |
|            | Libre (FRI)                         | 10       | Nuevo    |
|            | Alianza Popular (Androniquistas)    | 6        | Nuevo    |
|            | Comunidad Ciudadana                 | 5        | 34       |
|            | Unidad Cívica Solidaridad           | 2        | 2        |
|            | Nueva Generación Patriótica         | 1        | Nuevo    |
|            | Partido Comunista de Bolivia        | 1        | 1        |
|            | Independiente                       | 2        | 2        |
| Total      | Total                               | 130      | 130      |

### Miembros de la Cámara de Diputados
| Dpto.      | Retrato                 | Diputado/a              | Distrito     | Partido o curul         | Partido o curul          | Bancada                | Bancada                        | Mandato                | Mandato                | Ref.    |
| Dpto.      | Retrato                 | Diputado/a              | Distrito     | Partido o curul         | Partido o curul          | Bancada                | Bancada                        | Inicio                 | Fin                    | Ref.    |
| ---------- | ----------------------- | ----------------------- | ------------ | ----------------------- | ------------------------ | ---------------------- | ------------------------------ | ---------------------- | ---------------------- | ------- |
| Chuquisaca |                         | Blanca López            | Plurinominal |                         | Movimiento al Socialismo |                        | MAS-IPSP (ala arcista)         | 3 de noviembre de 2020 | 3 de noviembre de 2025 | [ 46 ]  |
| Chuquisaca |                         | Gustavo Vega            | Plurinominal | [ 47 ]                  | Movimiento al Socialismo |                        | MAS-IPSP (ala arcista)         | 3 de noviembre de 2020 | 3 de noviembre de 2025 |         |
| Chuquisaca |                         | Pamela Alurralde        | Plurinominal |                         | Comunidad Ciudadana      |                        | APB Súmate                     | 3 de noviembre de 2020 | 3 de noviembre de 2025 | [ 48 ]  |
| Chuquisaca |                         | Marcelo Pedrazas        | Plurinominal | [ 49 ]                  | Comunidad Ciudadana      |                        | APB Súmate                     | 3 de noviembre de 2020 | 3 de noviembre de 2025 |         |
| Chuquisaca |                         | Marlene Fernández       | Plurinominal |                         | Comunidad Ciudadana      | Unidad                 | [ 50 ]                         | 3 de noviembre de 2020 | 3 de noviembre de 2025 |         |
| Chuquisaca |                         | Pablo Arízaga           | 1            |                         | Comunidad Ciudadana      | APB Súmate             | [ 48 ]                         | 3 de noviembre de 2020 | 3 de noviembre de 2025 |         |
| Chuquisaca |                         | Lily Fernández          | 2            | [ 51 ]                  | Comunidad Ciudadana      | APB Súmate             |                                | 3 de noviembre de 2020 | 3 de noviembre de 2025 |         |
| Chuquisaca |                         | Jorge Yucra             | 3            |                         | Movimiento al Socialismo |                        | MAS-IPSP (ala arcista)         | 3 de noviembre de 2020 | 3 de noviembre de 2025 | [ 52 ]  |
| Chuquisaca |                         | Lidia Limón             | 4            |                         | Movimiento al Socialismo |                        | MAS-IPSP (ala arcista)         | 3 de noviembre de 2020 | 3 de noviembre de 2025 |         |
| Chuquisaca |                         | Adán Palacios           | 5            | [ 53 ]                  | Movimiento al Socialismo |                        | MAS-IPSP (ala arcista)         | 3 de noviembre de 2020 | 3 de noviembre de 2025 |         |
| La Paz     |                         | Freddy Mamani           | Plurinominal |                         | Movimiento al Socialismo | EVO Pueblo             | [ 54 ]                         | 3 de noviembre de 2020 | 3 de noviembre de 2025 |         |
| La Paz     |                         | Bertha Acarapi          | Plurinominal | [ 55 ]                  | Movimiento al Socialismo | EVO Pueblo             |                                | 3 de noviembre de 2020 | 3 de noviembre de 2025 |         |
| La Paz     |                         | Freddy López            | Plurinominal |                         | Movimiento al Socialismo | Alianza Popular        | [ 56 ]                         | 3 de noviembre de 2020 | 3 de noviembre de 2025 |         |
| La Paz     |                         | Betty Yañiquez          | Plurinominal |                         | Movimiento al Socialismo | MAS-IPSP (ala arcista) | [ 57 ]                         | 3 de noviembre de 2020 | 3 de noviembre de 2025 |         |
| La Paz     |                         | Froilán Mamani          | Plurinominal |                         | Movimiento al Socialismo | Alianza Popular        | [ 58 ]                         | 3 de noviembre de 2020 | 3 de noviembre de 2025 |         |
| La Paz     |                         | Gloria Calizaya         | Plurinominal |                         | Movimiento al Socialismo | MAS-IPSP (ala arcista) | [ 59 ]                         | 3 de noviembre de 2020 | 3 de noviembre de 2025 |         |
| La Paz     |                         | Freddy Velásquez        | Plurinominal | [ 60 ]                  | Movimiento al Socialismo | MAS-IPSP (ala arcista) |                                | 3 de noviembre de 2020 | 3 de noviembre de 2025 |         |
| La Paz     |                         | Soledad Pérez           | Plurinominal |                         | Movimiento al Socialismo | EVO Pueblo             | [ 61 ]                         | 3 de noviembre de 2020 | 3 de noviembre de 2025 |         |
| La Paz     |                         | Omar Yujra              | Plurinominal |                         | Movimiento al Socialismo | MAS-IPSP (ala arcista) | [ 62 ]                         | 3 de noviembre de 2020 | 3 de noviembre de 2025 |         |
| La Paz     |                         | Carlos Alarcón          | Plurinominal |                         | Comunidad Ciudadana      |                        | Unidad                         | 3 de noviembre de 2020 | 3 de noviembre de 2025 | [ 48 ]  |
| La Paz     |                         | Elena Pachacute         | Plurinominal | Unidad (2024-2025)      | Comunidad Ciudadana      | [ 63 ] [ 64 ]          |                                | 3 de noviembre de 2020 | 3 de noviembre de 2025 |         |
| La Paz     | Libre (Desde 2025)      | Elena Pachacute         | Plurinominal |                         | Comunidad Ciudadana      | [ 63 ] [ 64 ]          |                                | 3 de noviembre de 2020 | 3 de noviembre de 2025 |         |
| La Paz     |                         | Walter Villagra         | Plurinominal | Libre                   | Comunidad Ciudadana      | [ 65 ]                 |                                | 3 de noviembre de 2020 | 3 de noviembre de 2025 |         |
| La Paz     |                         | Gabriela Ferrel         | Plurinominal |                         | Comunidad Ciudadana      | Unidad                 | [ 66 ]                         | 3 de noviembre de 2020 | 3 de noviembre de 2025 |         |
| La Paz     |                         | Gustavo Aliaga          | Plurinominal |                         | Comunidad Ciudadana      | CC                     | [ 67 ]                         | 3 de noviembre de 2020 | 3 de noviembre de 2025 |         |
| La Paz     |                         | Beto Astorga            | 6            |                         | Comunidad Ciudadana      | Libre                  | [ 49 ]                         | 3 de noviembre de 2020 | 3 de noviembre de 2025 |         |
| La Paz     |                         | Miguel Roca             | 7            |                         | Comunidad Ciudadana      | ADN-MNR-PDC-NGP (2025) | [ 68 ] [ 69 ] [ 70 ]           | 3 de noviembre de 2020 | 3 de noviembre de 2025 |         |
| La Paz     | APB Súmate (desde 2025) | Miguel Roca             | 7            |                         | Comunidad Ciudadana      |                        | [ 68 ] [ 69 ] [ 70 ]           | 3 de noviembre de 2020 | 3 de noviembre de 2025 |         |
| La Paz     |                         | Ingvar Ellefsen         | 8            |                         | Comunidad Ciudadana      | CC                     | [ 71 ]                         | 3 de noviembre de 2020 | 3 de noviembre de 2025 |         |
| La Paz     |                         | Ramiro Venegas          | 9            |                         | Movimiento al Socialismo |                        | Alianza Popular                | 3 de noviembre de 2020 | 3 de noviembre de 2025 | [ 72 ]  |
| La Paz     |                         | María Alanoca           | 10           |                         | Movimiento al Socialismo | EVO Pueblo             | [ 73 ]                         | 3 de noviembre de 2020 | 3 de noviembre de 2025 |         |
| La Paz     |                         | Renán Cabezas           | 11           | [ 73 ]                  | Movimiento al Socialismo | EVO Pueblo             |                                | 3 de noviembre de 2020 | 3 de noviembre de 2025 |         |
| La Paz     |                         | Sabina Hilda Condori    | 12           | [ 74 ]                  | Movimiento al Socialismo | EVO Pueblo             |                                | 3 de noviembre de 2020 | 3 de noviembre de 2025 |         |
| La Paz     |                         | Félix Mayta             | 13           |                         | Movimiento al Socialismo | MAS-IPSP (ala arcista) | [ 75 ]                         | 3 de noviembre de 2020 | 3 de noviembre de 2025 |         |
| La Paz     |                         | Hernán Durán            | 14           | [ 76 ]                  | Movimiento al Socialismo | MAS-IPSP (ala arcista) |                                | 3 de noviembre de 2020 | 3 de noviembre de 2025 |         |
| La Paz     |                         | Zulay Mamani            | 15           |                         | Movimiento al Socialismo | EVO Pueblo             | [ 77 ]                         | 3 de noviembre de 2020 | 3 de noviembre de 2025 |         |
| La Paz     |                         | Andrés Flores           | 16           |                         | Movimiento al Socialismo | MAS-IPSP (ala arcista) | [ 78 ]                         | 3 de noviembre de 2020 | 3 de noviembre de 2025 |         |
| La Paz     |                         | Gladys Quispe           | 17           |                         | Movimiento al Socialismo | EVO Pueblo             | [ 79 ]                         | 3 de noviembre de 2020 | 3 de noviembre de 2025 |         |
| La Paz     |                         | Basilia Rojas           | 18           |                         | Movimiento al Socialismo | MAS-IPSP (ala arcista) | [ 80 ]                         | 3 de noviembre de 2020 | 3 de noviembre de 2025 |         |
| La Paz     |                         | Pasceza Quispe          | 19           | [ 81 ]                  | Movimiento al Socialismo | MAS-IPSP (ala arcista) |                                | 3 de noviembre de 2020 | 3 de noviembre de 2025 |         |
| La Paz     |                         | Verónica Challco        | Especial     | [ 82 ]                  | Movimiento al Socialismo | MAS-IPSP (ala arcista) |                                | 3 de noviembre de 2020 | 3 de noviembre de 2025 |         |
| Cochabamba |                         | Magaly Gómez            | Plurinominal | [ 83 ]                  | Movimiento al Socialismo | MAS-IPSP (ala arcista) |                                | 3 de noviembre de 2020 | 3 de noviembre de 2025 |         |
| Cochabamba |                         | José Luis Flores        | Plurinominal | [ 84 ]                  | Movimiento al Socialismo | MAS-IPSP (ala arcista) |                                | 3 de noviembre de 2020 | 3 de noviembre de 2025 |         |
| Cochabamba |                         | Felicia Alejo           | Plurinominal |                         | Movimiento al Socialismo | EVO Pueblo             | [ 85 ]                         | 3 de noviembre de 2020 | 3 de noviembre de 2025 |         |
| Cochabamba |                         | Jhonny Pardo            | Plurinominal |                         | Movimiento al Socialismo | Alianza Popular        | [ 86 ]                         | 3 de noviembre de 2020 | 3 de noviembre de 2025 |         |
| Cochabamba |                         | Toribia Lero            | Plurinominal |                         | Comunidad Ciudadana      |                        | Unidad                         | 3 de noviembre de 2020 | 3 de noviembre de 2025 | [ 87 ]  |
| Cochabamba |                         | Saúl Lara               | Plurinominal | [ 49 ]                  | Comunidad Ciudadana      |                        | Unidad                         | 3 de noviembre de 2020 | 3 de noviembre de 2025 |         |
| Cochabamba |                         | Samantha Nogales        | Plurinominal | [ 88 ]                  | Comunidad Ciudadana      |                        | Unidad                         | 3 de noviembre de 2020 | 3 de noviembre de 2025 |         |
| Cochabamba |                         | José Maldonado          | Plurinominal |                         | Comunidad Ciudadana      | Libre                  | [ 89 ]                         | 3 de noviembre de 2020 | 3 de noviembre de 2025 |         |
| Cochabamba |                         | Alejandra Camargo       | Plurinominal |                         | Comunidad Ciudadana      | APB Súmate             | [ 90 ]                         | 3 de noviembre de 2020 | 3 de noviembre de 2025 |         |
| Cochabamba |                         | César Virguetti (+)     | 20           |                         | Comunidad Ciudadana      | CC                     | 29 de junio de 2021 (falleció) | 3 de noviembre de 2020 | [ 91 ]                 |         |
| Cochabamba | Cargo acefalo           | Cargo acefalo           | 20           | 30 de junio de 2021     | Comunidad Ciudadana      | CC                     | 5 de octubre de 2021           |                        |                        |         |
| Cochabamba |                         | Mayra Zalles (suplente) | 20           |                         | Comunidad Ciudadana      | Unidad                 | 6 de octubre de 2021           | 3 de noviembre de 2025 | [ 92 ]                 |         |
| Cochabamba |                         | Santos Mamani           | 21           |                         | Movimiento al Socialismo |                        | EVO Pueblo                     | 3 de noviembre de 2025 | 3 de noviembre de 2020 | [ 62 ]  |
| Cochabamba |                         | Olivia Guachalla        | 22           |                         | Movimiento al Socialismo | MAS-IPSP (ala arcista) | [ 93 ]                         | 3 de noviembre de 2025 | 3 de noviembre de 2020 |         |
| Cochabamba |                         | Dora Lizeth Morales     | 23           |                         | Movimiento al Socialismo | EVO Pueblo             | [ 94 ]                         | 3 de noviembre de 2025 | 3 de noviembre de 2020 |         |
| Cochabamba |                         | Gualberto Arispe        | 24           | [ 95 ]                  | Movimiento al Socialismo | EVO Pueblo             |                                | 3 de noviembre de 2025 | 3 de noviembre de 2020 |         |
| Cochabamba |                         | Héctor Arce             | 25           | [ 96 ]                  | Movimiento al Socialismo | EVO Pueblo             |                                | 3 de noviembre de 2025 | 3 de noviembre de 2020 |         |
| Cochabamba |                         | María Cristina Choque   | 26           | [ 97 ]                  | Movimiento al Socialismo | EVO Pueblo             |                                | 3 de noviembre de 2025 | 3 de noviembre de 2020 |         |
| Cochabamba |                         | Rosario García          | 27           |                         | Movimiento al Socialismo | MAS-IPSP (ala arcista) | [ 98 ]                         | 3 de noviembre de 2025 | 3 de noviembre de 2020 |         |
| Cochabamba |                         | Pacífico Choque         | 28           |                         | Movimiento al Socialismo | EVO Pueblo             | [ 85 ]                         | 3 de noviembre de 2025 | 3 de noviembre de 2020 |         |
| Cochabamba |                         | Gildo Hinojosa          | Especial     |                         | Movimiento al Socialismo | MAS-IPSP (al arcista)  |                                | 3 de noviembre de 2025 | 3 de noviembre de 2020 |         |
| Oruro      |                         | Lily Bernabe            | Plurinominal |                         | Movimiento al Socialismo | EVO Pueblo             | [ 99 ]                         | 3 de noviembre de 2025 | 3 de noviembre de 2020 |         |
| Oruro      |                         | Enrique Urquidi         | Plurinominal |                         | Comunidad Ciudadana      |                        | Unidad                         | 3 de noviembre de 2025 | 3 de noviembre de 2020 | [ 100 ] |
| Oruro      |                         | Mariel Peñaloza         | Plurinominal |                         | Comunidad Ciudadana      | APB Súmate             | [ 101 ]                        | 3 de noviembre de 2025 | 3 de noviembre de 2020 |         |
| Oruro      |                         | Ronald Huanca           | Plurinominal |                         | Comunidad Ciudadana      | Ind.                   | [ 102 ]                        | 3 de noviembre de 2025 | 3 de noviembre de 2020 |         |
| Oruro      |                         | Miriam Martínez         | 29           |                         | Movimiento al Socialismo |                        | MAS-IPSP (ala arcista)         | 3 de noviembre de 2025 | 3 de noviembre de 2020 | [ 103 ] |
| Oruro      |                         | Juan José Jauregui      | 30           | [ 104 ]                 | Movimiento al Socialismo |                        | MAS-IPSP (ala arcista)         | 3 de noviembre de 2025 | 3 de noviembre de 2020 |         |
| Oruro      |                         | Celia Salazar           | 31           | [ 105 ]                 | Movimiento al Socialismo |                        | MAS-IPSP (ala arcista)         | 3 de noviembre de 2025 | 3 de noviembre de 2020 |         |
| Oruro      |                         | Quintín Villazón        | 32           |                         | Movimiento al Socialismo | EVO Pueblo             | [ 106 ]                        | 3 de noviembre de 2025 | 3 de noviembre de 2020 |         |
| Oruro      |                         | Honorio Chino           | Especial     | [ 107 ]                 | Movimiento al Socialismo | EVO Pueblo             |                                | 3 de noviembre de 2025 | 3 de noviembre de 2020 |         |
| Potosí     |                         | Elsa Alí                | Plurinominal |                         | Movimiento al Socialismo | MAS-IPSP (ala arcista) | [ 108 ]                        | 3 de noviembre de 2025 | 3 de noviembre de 2020 |         |
| Potosí     |                         | Antonio Colque          | Plurinominal |                         | Movimiento al Socialismo | EVO Pueblo             | [ 109 ]                        | 3 de noviembre de 2025 | 3 de noviembre de 2020 |         |
| Potosí     |                         | Celia Rivera            | Plurinominal |                         | Movimiento al Socialismo | MAS-IPSP (ala arcista) | [ 110 ]                        | 3 de noviembre de 2025 | 3 de noviembre de 2020 |         |
| Potosí     |                         | Guillermo Benavides     | Plurinominal |                         | Comunidad Ciudadana      |                        | Unidad                         | 3 de noviembre de 2025 | 3 de noviembre de 2020 | [ 50 ]  |
| Potosí     |                         | Marina Morales          | Plurinominal |                         | Comunidad Ciudadana      | Libre                  | [ 111 ]                        | 3 de noviembre de 2025 | 3 de noviembre de 2020 |         |
| Potosí     |                         | Juan Pardo              | Plurinominal |                         | Comunidad Ciudadana      | Unidad                 | [ 50 ]                         | 3 de noviembre de 2025 | 3 de noviembre de 2020 |         |
| Potosí     |                         | Juan José Torrez        | 33           | [ 50 ]                  | Comunidad Ciudadana      | Unidad                 |                                | 3 de noviembre de 2025 | 3 de noviembre de 2020 |         |
| Potosí     |                         | Mónica Torres           | 34           |                         | Comunidad Ciudadana      | APB Súmate             | [ 90 ]                         | 3 de noviembre de 2025 | 3 de noviembre de 2020 |         |
| Potosí     |                         | Pedro Francisco Coro    | 35           |                         | Movimiento al Socialismo |                        | EVO Pueblo                     | 3 de noviembre de 2025 | 3 de noviembre de 2020 | [ 112 ] |
| Potosí     |                         | Adriana Tarifa          | 36           |                         | Movimiento al Socialismo | MAS-IPSP (ala arcista) | [ 113 ]                        | 3 de noviembre de 2025 | 3 de noviembre de 2020 |         |
| Potosí     |                         | Higinio Farfán          | 37           | [ 114 ]                 | Movimiento al Socialismo | MAS-IPSP (ala arcista) |                                | 3 de noviembre de 2025 | 3 de noviembre de 2020 |         |
| Potosí     |                         | Gladys Chumacero        | 38           |                         | Movimiento al Socialismo | EVO Pueblo             | [ 115 ]                        | 3 de noviembre de 2025 | 3 de noviembre de 2020 |         |
| Potosí     |                         | Israel Huaytari         | 39           |                         | Movimiento al Socialismo | MAS-IPSP (ala arcista) | [ 116 ]                        | 3 de noviembre de 2025 | 3 de noviembre de 2020 |         |
| Tarija     |                         | María Elena Ortega      | Plurinominal |                         | Comunidad Ciudadana      |                        | Libre                          | 3 de noviembre de 2025 | 3 de noviembre de 2020 | [ 117 ] |
| Tarija     |                         | José Luis Porcel        | Plurinominal | [ 64 ]                  | Comunidad Ciudadana      |                        | Libre                          | 3 de noviembre de 2025 | 3 de noviembre de 2020 |         |
| Tarija     |                         | José Huanca             | Plurinominal |                         | Movimiento al Socialismo |                        | MAS-IPSP (ala arcista)         | 3 de noviembre de 2025 | 3 de noviembre de 2020 | [ 118 ] |
| Tarija     |                         | Alexsandra Zenteno      | Plurinominal |                         | Movimiento al Socialismo | EVO Pueblo             | [ 119 ]                        | 3 de noviembre de 2025 | 3 de noviembre de 2020 |         |
| Tarija     |                         | Edwin Rosas             | 40           |                         | Comunidad Ciudadana      |                        | Ind. (2021-2024)               | 3 de noviembre de 2025 | 3 de noviembre de 2020 | [ 120 ] |
| Tarija     |                         | Edwin Rosas             | 40           | APB Súmate (Desde 2024) | Comunidad Ciudadana      | [ 101 ]                |                                | 3 de noviembre de 2025 | 3 de noviembre de 2020 |         |
| Tarija     |                         | Mariela Baldivieso      | 41           |                         | Comunidad Ciudadana      | NGP                    | [ 121 ]                        | 3 de noviembre de 2025 | 3 de noviembre de 2020 |         |
| Tarija     |                         | Delfor Burgos           | 42           |                         | Movimiento al Socialismo |                        | MAS-IPSP (ala arcista)         | 3 de noviembre de 2025 | 3 de noviembre de 2020 | [ 122 ] |
| Tarija     |                         | Lidia Tupa              | 43           | [ 123 ]                 | Movimiento al Socialismo |                        | MAS-IPSP (ala arcista)         | 3 de noviembre de 2025 | 3 de noviembre de 2020 |         |
| Tarija     |                         | Darlen Velasco          | Especial     |                         | Movimiento al Socialismo | EVO Pueblo             | [ 124 ]                        | 3 de noviembre de 2025 | 3 de noviembre de 2020 |         |
| Santa Cruz |                         | Marioly Morón           | Plurinominal |                         | Creemos                  |                        | APB Súmate                     | 3 de noviembre de 2025 | 3 de noviembre de 2020 | [ 125 ] |
| Santa Cruz |                         | Erwin Bazan             | Plurinominal |                         | Creemos                  | Unidad                 | [ 126 ]                        | 3 de noviembre de 2025 | 3 de noviembre de 2020 |         |
| Santa Cruz |                         | Khaline Moreno          | Plurinominal | [ 127 ]                 | Creemos                  | Unidad                 |                                | 3 de noviembre de 2025 | 3 de noviembre de 2020 |         |
| Santa Cruz |                         | Tito Caero              | Plurinominal |                         | Creemos                  | UCS (2021-2024)        | [ 120 ]                        | 3 de noviembre de 2025 | 3 de noviembre de 2020 |         |
| Santa Cruz |                         | Tito Caero              | Plurinominal | APB Súmate (Desde 2024) | Creemos                  | [ 128 ]                |                                | 3 de noviembre de 2025 | 3 de noviembre de 2020 |         |
| Santa Cruz |                         | Sandra Paz              | Plurinominal |                         | Creemos                  | UCS                    | [ 120 ]                        | 3 de noviembre de 2025 | 3 de noviembre de 2020 |         |
| Santa Cruz |                         | Estefanía Morales       | Plurinominal |                         | Movimiento al Socialismo |                        | Alianza Popular                | 3 de noviembre de 2025 | 3 de noviembre de 2020 | [ 129 ] |
| Santa Cruz |                         | Jerges Mercado Suárez   | Plurinominal |                         | Movimiento al Socialismo | PCB                    | [ 130 ]                        | 3 de noviembre de 2025 | 3 de noviembre de 2020 |         |
| Santa Cruz |                         | Jerges Mercado Suárez   | Plurinominal | MAS-IPSP (ala arcista)  | Movimiento al Socialismo | [ 131 ]                |                                | 3 de noviembre de 2025 | 3 de noviembre de 2020 |         |
| Santa Cruz |                         | Alina Canaviri          | Plurinominal |                         | Movimiento al Socialismo | EVO Pueblo             | [ 132 ]                        | 3 de noviembre de 2025 | 3 de noviembre de 2020 |         |
| Santa Cruz |                         | Anyelo Céspedes         | Plurinominal | [ 114 ]                 | Movimiento al Socialismo | EVO Pueblo             |                                | 3 de noviembre de 2025 | 3 de noviembre de 2020 |         |
| Santa Cruz |                         | Luisa Nayar             | Plurinominal |                         | Comunidad Ciudadana      |                        | CC                             | 3 de noviembre de 2025 | 3 de noviembre de 2020 | [ 133 ] |
| Santa Cruz |                         | Luisa Nayar             | Plurinominal | Unidad (2024-2025)      | Comunidad Ciudadana      | [ 66 ]                 |                                | 3 de noviembre de 2025 | 3 de noviembre de 2020 |         |
| Santa Cruz |                         | Daniel Prieto           | Plurinominal |                         | Comunidad Ciudadana      | APB Súmate             | [ 90 ]                         | 3 de noviembre de 2025 | 3 de noviembre de 2020 |         |
| Santa Cruz |                         | Senaida Rojas           | Plurinominal |                         | Comunidad Ciudadana      | Unidad                 | [ 50 ]                         | 3 de noviembre de 2025 | 3 de noviembre de 2020 |         |
| Santa Cruz |                         | Aldo Terrazas           | Plurinominal | [ 50 ]                  | Comunidad Ciudadana      | Unidad                 |                                | 3 de noviembre de 2025 | 3 de noviembre de 2020 |         |
| Santa Cruz |                         | Walthy Egüez            | 44           |                         | Creemos                  | Unidad                 | [ 134 ]                        | 3 de noviembre de 2025 | 3 de noviembre de 2020 |         |
| Santa Cruz |                         | José Carlos Gutiérrez   | 45           |                         | Creemos                  | APB Súmate             | [ 101 ]                        | 3 de noviembre de 2025 | 3 de noviembre de 2020 |         |
| Santa Cruz |                         | Moira Osinaga           | 46           |                         | Creemos                  | Unidad                 | [ 135 ]                        | 3 de noviembre de 2025 | 3 de noviembre de 2020 |         |
| Santa Cruz |                         | Tatiana Añez            | 47           | [ 136 ]                 | Creemos                  | Unidad                 |                                | 3 de noviembre de 2025 | 3 de noviembre de 2020 |         |
| Santa Cruz |                         | Omar Rueda              | 48           |                         | Creemos                  | UCS (2021-2024)        | [ 120 ]                        | 3 de noviembre de 2025 | 3 de noviembre de 2020 |         |
| Santa Cruz |                         | Omar Rueda              | 48           | APB Súmate (Desde 2024) | Creemos                  | [ 128 ]                |                                | 3 de noviembre de 2025 | 3 de noviembre de 2020 |         |
| Santa Cruz |                         | Patricio Mendoza        | 49           |                         | Movimiento al Socialismo |                        | EVO Pueblo                     | 3 de noviembre de 2025 | 3 de noviembre de 2020 | [ 137 ] |
| Santa Cruz |                         | Oscar Michel            | 50           |                         | Creemos                  |                        | Unidad                         | 3 de noviembre de 2025 | 3 de noviembre de 2020 | [ 138 ] |
| Santa Cruz |                         | Runy Callaú             | 51           |                         | Creemos                  | UCS                    | [ 120 ]                        | 3 de noviembre de 2025 | 3 de noviembre de 2020 |         |
| Santa Cruz |                         | Deisy Choque            | 52           |                         | Movimiento al Socialismo |                        | MAS-IPSP (ala arcista)         | 3 de noviembre de 2025 | 3 de noviembre de 2020 | [ 139 ] |
| Santa Cruz |                         | Tania Paniagua          | 53           | [ 140 ]                 | Movimiento al Socialismo |                        | MAS-IPSP (ala arcista)         | 3 de noviembre de 2025 | 3 de noviembre de 2020 |         |
| Santa Cruz |                         | María René Álvarez      | 54           |                         | Creemos                  |                        | Libre                          | 3 de noviembre de 2025 | 3 de noviembre de 2020 | [ 136 ] |
| Santa Cruz |                         | Hernán Hinojosa         | 55           |                         | Movimiento al Socialismo |                        | MAS-IPSP (ala arcista)         | 3 de noviembre de 2025 | 3 de noviembre de 2020 | [ 141 ] |
| Santa Cruz |                         | Vicente Condori         | 56           | [ 142 ]                 | Movimiento al Socialismo |                        | MAS-IPSP (ala arcista)         | 3 de noviembre de 2025 | 3 de noviembre de 2020 |         |
| Santa Cruz |                         | Danny Daniel Rojas      | 57           |                         | Movimiento al Socialismo | EVO Pueblo             | [ 143 ]                        | 3 de noviembre de 2025 | 3 de noviembre de 2020 |         |
| Santa Cruz |                         | Elsa Sánchez            | Especial     |                         | Movimiento al Socialismo | MAS-IPSP (ala arcista) | [ 144 ]                        | 3 de noviembre de 2025 | 3 de noviembre de 2020 |         |
| Beni       |                         | Janira Román            | Plurinominal |                         | Comunidad Ciudadana      |                        | CC                             | 3 de noviembre de 2025 | 3 de noviembre de 2020 | [ 145 ] |
| Beni       |                         | Janira Román            | Plurinominal | Unidad (2024-2025)      | Comunidad Ciudadana      | [ 66 ]                 |                                | 3 de noviembre de 2025 | 3 de noviembre de 2020 |         |
| Beni       |                         | Oscar Balderas          | Plurinominal |                         | Comunidad Ciudadana      | Libre                  | [ 51 ]                         | 3 de noviembre de 2025 | 3 de noviembre de 2020 |         |
| Beni       |                         | Sarah Crespo            | Plurinominal |                         | Movimiento al Socialismo |                        | MAS-IPSP (ala arcista)         | 3 de noviembre de 2025 | 3 de noviembre de 2020 | [ 146 ] |
| Beni       |                         | Fernando Llapiz         | 58           |                         | Creemos                  |                        | Unidad                         | 3 de noviembre de 2025 | 3 de noviembre de 2020 |         |
| Beni       |                         | Aleida Joseff           | 59           |                         | Movimiento al Socialismo |                        | MAS-IPSP (ala arcista)         | 3 de noviembre de 2025 | 3 de noviembre de 2020 | [ 104 ] |
| Beni       |                         | Keyla Ortiz             | 60           |                         | Comunidad Ciudadana      |                        | Ind.                           | 3 de noviembre de 2025 | 3 de noviembre de 2020 | [ 120 ] |
| Beni       |                         | Leonardo Ayala          | 61           |                         | Creemos                  |                        | Alianza Popular                | 3 de noviembre de 2025 | 3 de noviembre de 2020 | [ 147 ] |
| Beni       |                         | Enrique Cunai           | Especial     |                         | Movimiento al Socialismo |                        | MAS-IPSP (ala arcista)         | 3 de noviembre de 2025 | 3 de noviembre de 2020 | [ 148 ] |
| Pando      |                         | Sergio Maniguary        | Plurinominal |                         | Creemos                  |                        | Libre                          | 3 de noviembre de 2025 | 3 de noviembre de 2020 | [ 51 ]  |
| Pando      |                         | Sebastián Divico        | Plurinominal |                         | Comunidad Ciudadana      |                        | CC                             | 3 de noviembre de 2025 | 3 de noviembre de 2020 | [ 149 ] |
| Pando      |                         | María José Rodríguez    | 62           |                         | Movimiento al Socialismo |                        | MAS-IPSP (ala arcista)         | 3 de noviembre de 2025 | 3 de noviembre de 2020 | [ 150 ] |
| Pando      |                         | Roy Suárez              | 63           | [ 151 ]                 | Movimiento al Socialismo |                        | MAS-IPSP (ala arcista)         | 3 de noviembre de 2025 | 3 de noviembre de 2020 |         |
| Pando      |                         | Tacni Mendoza           | Especial     | [ 152 ]                 | Movimiento al Socialismo |                        | MAS-IPSP (ala arcista)         | 3 de noviembre de 2025 | 3 de noviembre de 2020 |         |